# FC Astoria Walldorf
O FC-Astoria Walldorf é um clube de futebol alemão da cidade de Walldorf, no estado de Baden-Württemberg.
O nome do clube tem é uma homenagem à Johann Jacob Astor, que nasceu em Walldorf em 1763 e mais tarde emigrou para os Estados Unidos, onde se tornou um homem de negócios bem sucedido. Seus descendentes, fundadores do Waldorf-Astoria Hotel, foram colaboradores na formação do novo clube de futebol da cidade, em 1908. A equipe foi batizada de Astoria em sua honra.

## História
O clube foi fundado em 15 de fevereiro de 1995 após a fusão do 1.FC 08 Walldorf e o departamento de futebol do SG Walldorf Astoria 02. Mais forte, o novo clube avançou para a Verbandsliga Nordbaden (Sexto nível no Sistema de Ligas Alemãs) na Temporada 2000–01. Ao ser campeão da Verbandsliga em 2006–07, o clube foi promovido à Oberliga Baden-Württemberg (Quinta divisão).
Pensando em ampliar a força do clube, o patrocinador e apoiador financeiro, Dietmar Hopp, fundador da empresa fabricante de software SAP iniciou as negociações para fundir o FC Astoria Walldorf, o TSG 1899 Hoffenheim e o SV Sandhausen, para criar o FC Heidelberg 06 com o objetivo à longo prazo de alcançar a Bundesliga. As conversas foram abandonadas em 2005 devido a resistência dos dois últimos clubes e a falta de acordo sobre a localização do novo estádio (Heidelberg ou Eppelheim).
Ao vencer a Baden Cup na Temporada 2013–14 o Clube ganhou o direito de entrar na primeira rodada da DFB-Pokal de 2014–15 pela primeira vez. Na mesma temporada o clube também ganhou o título da Oberliga sendo promovido para a Regionalliga Südwest, alcançando o quarto nível do futebol alemão pela primeira vez.

## Títulos
| Nacionais             | Nacionais                                                              | Nacionais    | Nacionais                   |
|                       | Competição                                                             | Títulos      | Temporadas                  |
| --------------------- | ---------------------------------------------------------------------- | ------------ | --------------------------- |
|                       | Oberliga Baden-Württemberg (Quinta divisão do Sistema de Ligas Alemãs) | 1            | 2013–14                     |
|                       | Verbandsliga Baden (Sexta divisão do Sistema de Ligas Alemãs)          | 2            | 2006–07, 2015–16 (Equipe B) |
|                       | North Baden Cup                                                        | 2            | 2013–14, 2015–16            |
| Campanhas de destaque |                                                                        |              |                             |
|                       | Competição                                                             | Posição      | Temporadas                  |
|                       | Oberliga Baden-Württemberg (Quinta divisão do Sistema de Ligas Alemãs) | Vice Campeão | 2009–10, 2012–13            |